# Flux (canção)
"Flux" é uma música da cantora inglesa Ellie Goulding, lançada como o single principal do seu quarto álbum de estúdio, Brightest Blue, em 1º de março de 2019. A música foi escrita por Goulding, Jim Eliot e Joe Kearns. 

## Fundo
Em uma entrevista ao The Guardian no dia de ano novo de 2019, Goulding anunciou que seu quarto álbum seria lançado em 2019. Ela também falou sobre três músicas chamadas "Flux", "Love I'm Given" e "Electricity". Segundo ela, "Flux" é "sobre a pessoa com quem você quase acabou". Em seu Twitter, Goulding explicou mais um pouco mais detalhadamente sobre o que se trata a letra da canção: "Esta vem diretamente do coração. Flux captura como você se sente naqueles momentos em que você pensa o que teria acontecido se eu ficasse com aquele ex. Eu acho que todos nós tivemos esses momentos." Em 21 de fevereiro, ela foi às mídias sociais para anunciar o single, publicando sua capa e a data de lançamento da faixa. Na semana seguinte, ela compartilhou mais detalhes sobre a música, incluindo letras e um still do videoclipe.

## Composição
"Flux" é uma balada de piano, com influências pop. Está escrito na tecla C maior e tem um tempo de 93 batimentos por minuto em tempo comum.

## Vídeo de música
Goulding postou um teaser silencioso do videoclipe horas antes de seu lançamento. O videoclipe que estreou no YouTube em 1 de março de 2019, juntamente com o lançamento oficial da música em todas as plataformas.«"Flux – Single by Ellie Goulding"». iTunes Store (UK) (em inglês). Consultado em 2 de Março de 2019</ref> Filmado inteiramente em preto e branco, o vídeo mostra Goulding dentro de um corredor escuro tocando piano enquanto a chuva cai sobre ela. O vídeo termina quando Goulding encharcada olha sombriamente para a câmera enquanto a chuva continua.  

## Lista de faixas
Download digital
1. "Flux" – 3:49

## Créditos
Créditos adaptados do TIDAL.
- Ellie Goulding - vocal, compositora, artista associada
- Joe Kearns - composição, produção, engenharia, programação, baixo, artista associado
- Jim Eliot - compositor, piano, artista associado
- Maxwell Cooke - produção, artista associado, arranjador de cordas
- Joe Clegg - artista associado, percussão
- Mark Knight - engenheiro assistente de gravação, pessoal de estúdio
- Rowan McIntosh - assistente de engenheiro de gravação, pessoal de estúdio
- Hilary Skewes - gerência
- Jason Elliott - engenheiro, pessoal de estúdio
- Matt Colton - masterização, pessoal de estúdio
- Jamie Snell - mixagem, pessoal de estúdio
- Sam Thompson - maestro

## Desempenho nas tabelas musicais
| Tabela (2020)                     | Melhor posição |
| --------------------------------- | -------------- |
| Escócia (Scottish Singles Chart)  | 35             |
| Nova Zaelândia Hot Singles (RMNZ) | 3              |
| Reino Unido (UK Singles Chart)    | 97             |

## Histórico de lançamento
| Região | Data               | Formato                    | Gravadora | Ref.                |
| ------ | ------------------ | -------------------------- | --------- | ------------------- |
| Mundo  | 1 de março de 2019 | download digital streaming | Polydor   | [ 9 ] [ 15 ] [ 11 ] |